# Diplacina braueri
Diplacina braueri is een libellensoort uit de familie van de korenbouten (Libellulidae), onderorde echte libellen (Anisoptera).
De soort staat op de Rode Lijst van de IUCN als niet bedreigd, beoordelingsjaar 2008, de trend van de populatie is volgens de IUCN stabiel.
De wetenschappelijke naam Diplacina braueri is voor het eerst geldig gepubliceerd in 1882 door Selys.